# Preston Lodge

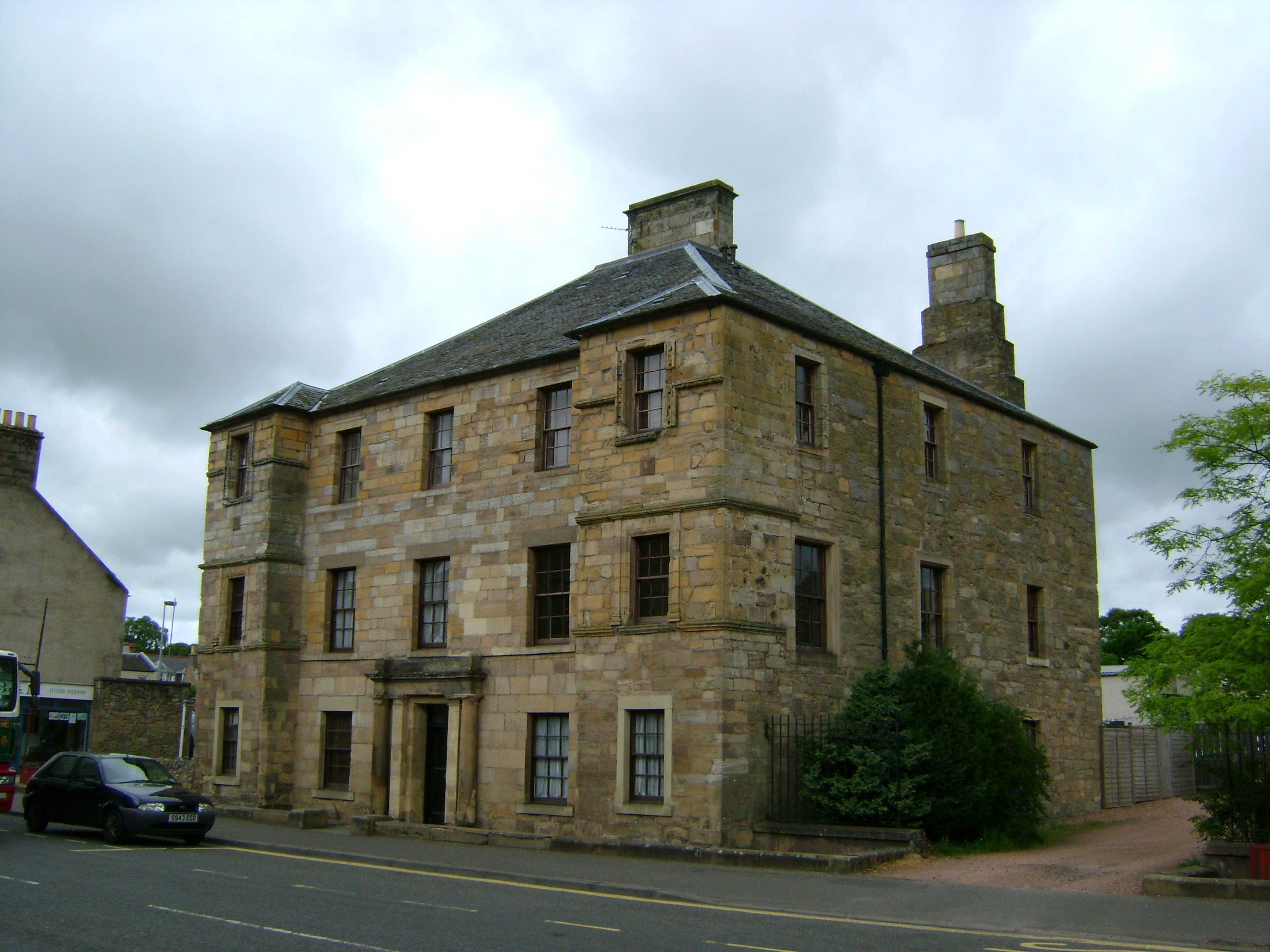
Preston Lodge

Die Preston Lodge ist eine Villa in der schottischen Ortschaft Cupar in der Council Area Fife. 1972 wurde das Bauwerk als Einzeldenkmal in die schottischen Denkmallisten in der höchsten Denkmalkategorie A aufgenommen.

## Beschreibung
Die Preston Lodge entstand im Jahre 1623. Sie wurde jedoch vermutlich in einem späteren Jahrhundert weitgehend neu aufgebaut. Die Stadtvilla befindet sich in Kronbesitz und stand dem Arbeitsministerium zur Verfügung.
Die dreistöckige Villa steht an der Hauptverkehrsstraße Cupars (A91) im Zentrum der Ortschaft. Die Preston Lodge weist quasi einen quadratischen Grundriss auf. An der südexponierten Hauptfassade treten flache Eckrisalite heraus. Die dortigen Fenster des ersten Obergeschosses sind pilastriert, die des zweiten ornamentiert eingefasst. Das zentrale Hauptportal ist dorisch ausgestaltet. Im historisch besonders interessanten Innenraum findet sich eine hervorzuhebende Balustrade entlang einer Treppe sowie ein offener Kamin mit korinthischen Säulen im Speisezimmer.